# Ikarus 630
Az Ikarus 630 1959 és 1971 között az Ikarus által gyártott távolsági autóbusz. A városi-elővárosi Ikarus 620 autóbusztól csupán a karosszériájában különbözik kis mértékben.

## Kabrió verzió
Az Ikarus 630 Cabrio verzióból egyetlenegy darab létezik a világon. A busz 1971-es évjáratú, az NDK területén szolgált, majd Cottbusban lelt rá egy hazai gyűjtő, s hazakerülésekor teljes restauráláson esett át, amikor kabrióvá alakították, s korhű FAÜ fényezést kapott. Eredeti motorral és sebességváltóval rendelkezik. 2017-ben a BKV megvásárolta, s azóta nosztalgiajármű flottáját színesíti, a jármű FKF-550 forgalmi rendszámmal rendelkezik, s működőképes állapotban van.

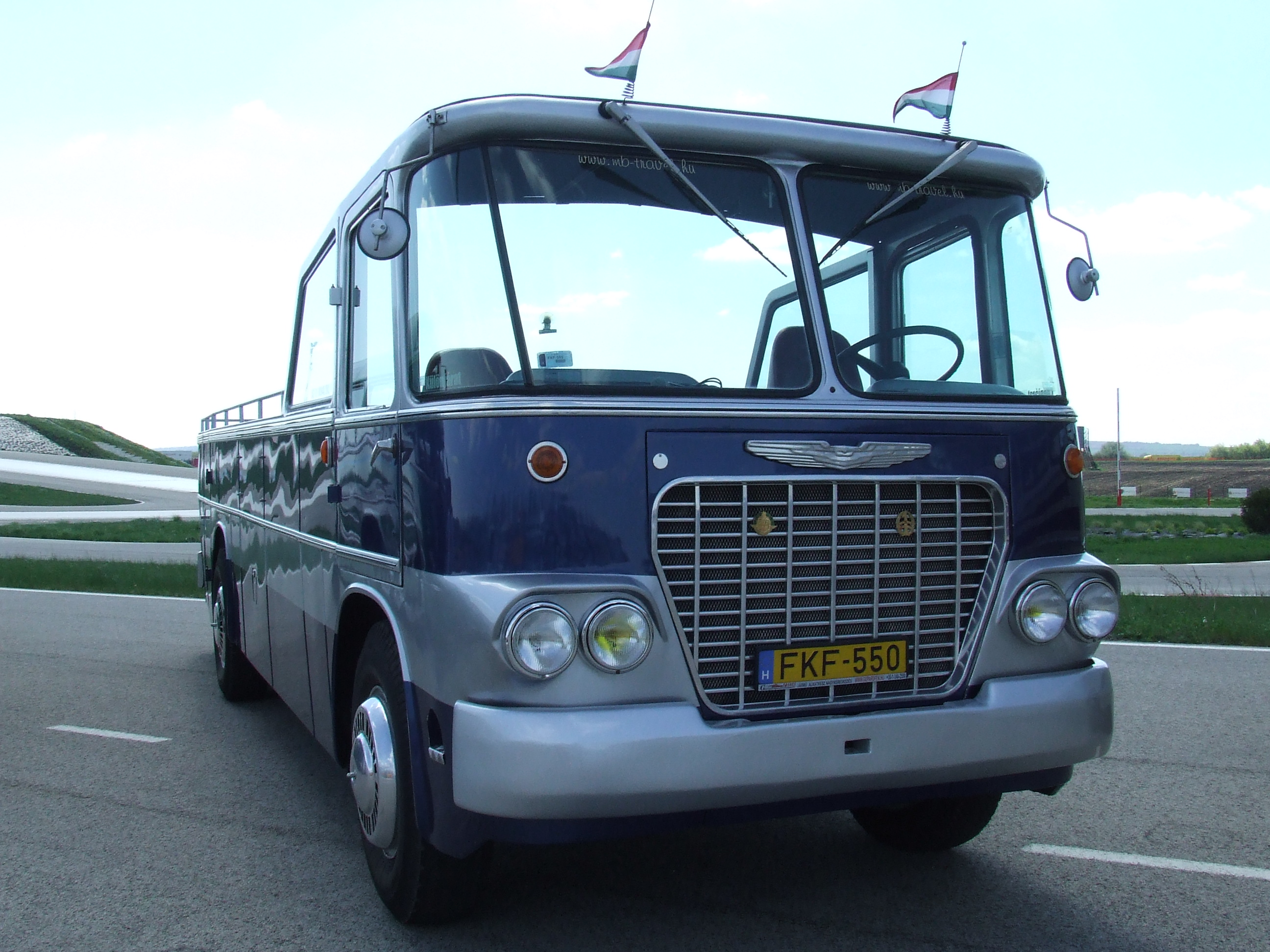
A BKV nosztalgia járműve